# The King's Pilgrimage

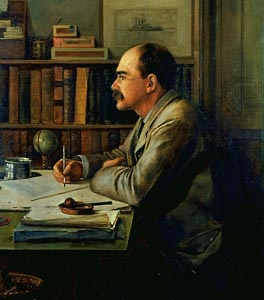
Kipling en 1899

The King's Pilgrimage (en español: El peregrinaje del rey) es un poema y un libro sobre el viaje realizado por el rey Jorge V del Reino Unido en mayo de 1922, para visitar los cementerios y monumentos de la  Primera Guerra Mundial construidos por la Imperial War Graves Commission. Este viaje fue parte de un movimiento de peregrinaje más extenso que vio a decenas de miles de familiares desconsolados, procedentes del Reino Unido y el resto del imperio, visitar los campos de batalla de la gran guerra en los años que siguieron al armisticio. El poema fue escrito por el autor y poeta británico Rudyard Kipling, mientras que el texto del libro se atribuye al periodista y escritor australiano Frank Fox. Aspectos de este viaje fueron descritos también por Kipling en el cuento The debt (1930).